# Trochalus splendidulus
Trochalus splendidulus är en skalbaggsart som beskrevs av Fahraeus 1857. Trochalus splendidulus ingår i släktet Trochalus och familjen Melolonthidae. Inga underarter finns listade i Catalogue of Life.